# Songs of Innocence
Songs of Innocence er U2's 13. album, som blev udgivet i 2014. Albummet handler om deres opvækst i Dublin, og hvordan de er kommet til der, hvor de er i dag.
3 år senere blev 'søster-albummet' Songs of Experience udgivet.